# Arroyo Sauce (Río Yí, II)
Der Arroyo Sauce ist ein Fluss in Uruguay.
Er entspringt auf dem Gebiet des Departamento Durazno einige Kilometer nordöstlich von Feliciano. Von dort fließt er zunächst bis Feliciano, passiert den Ort östlich, um dann in dessen Süden eine Richtungsänderung nach Westen zu vollziehen. Nach einigen Kilometern nordwestlichem Verlauf dreht er abermals nach Süden und mündet schließlich als rechtsseitiger Nebenfluss in den Río Yí. Im Oberlauf ist der Fluss kartographisch noch als Arroyo del Sauce verzeichnet.